# Geoffroi II de Penthièvre
Geoffroy II de Penthièvre (mort el 1148), fill gran del comte Esteve I de Penthièvre, fou comte de Penthièvre de 1120/1137 a 1148.

## Biografia
Des de 1118 es va revoltar contra el seu pare i va reclamar per anticipat la seva part en l'herència. El comte Esteve va haver d'acceptar repartir el seu patrimoni entre els seus dos fills: Geoffroy II va obtenir llavors les ciutats de Lamballe i Moncontour on va establir les seves residències des de 1120.
Va construir el castell de Moncontour i el 3 de febrer de 1137 va fundar l'abadia cistercenca de Saint-Aubin-des-Bois filial de l'abadia de Bégard.

### Matrimoni i descendència
Geoffroy II es va casar amb Hawisa, filla de Joan I de Dol, senyor de Combourg que li va donar dos fills :
- Rival·ló de Penthièvre, comte del 1148 al 1162 († 1162)
- Esteve II de Penthièvre, comte del 1162 al 1164 († 1164)